# Stazione di Tara Street
La stazione di Tara Street (in inglese Tara Street railway station) è la terza stazione ferroviaria più trafficata d'Irlanda, con più di 25000 passeggeri al giorno. La struttura è una delle più vicine al centro di Dublino e sicuramente la più vicina in assoluto all'O'Connell Bridge ed è collocata sul Loopline Bridge.

## Storia

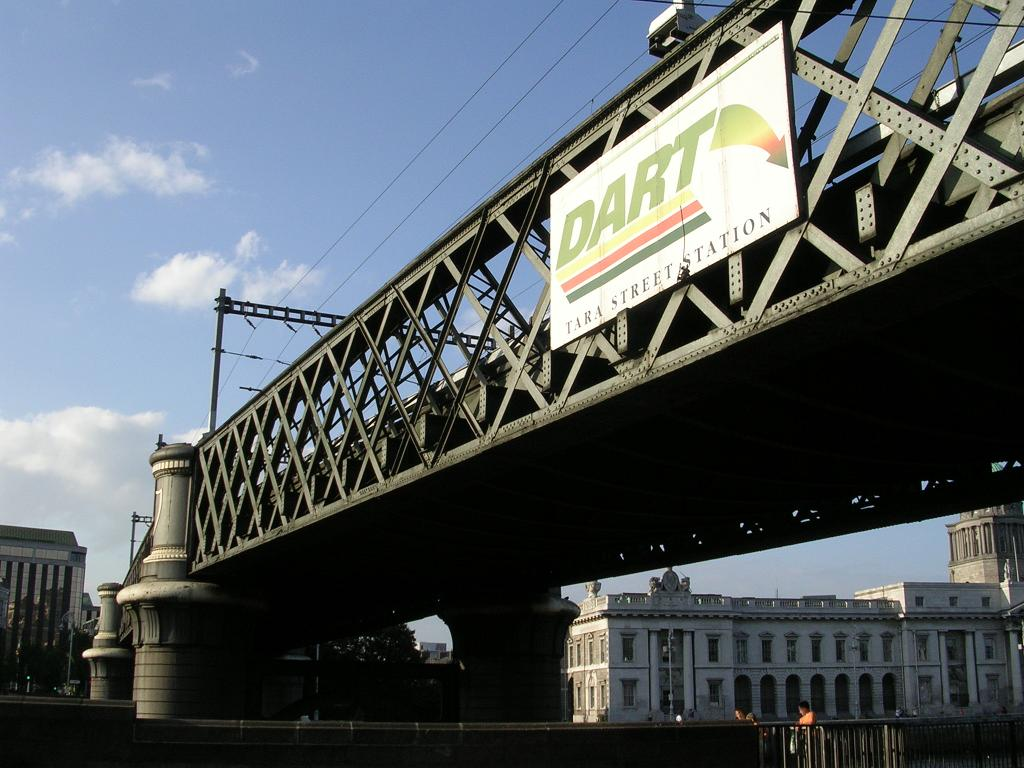
Stazione di Tara Street

Costruita negli anni 80 del secolo XIX fu aperta il 1º maggio 1891 ed è logisticamente fondamentale per la capitale e per l'intera linea ferroviaria nazionale del momento che congiunge le principali arterie dello Stato. I binari sono collocati al di sopra della strada all'uscita di un complesso che annovera anche outlet di vendita al dettaglio.
I muri di sostegno, le scale e le tettoie erano formate da tavolato in legno ma vennero migliorate in modo da inserire ascensori e pannelli in fibra di vetro negli anni 80 e 90. Di recente sono stati realizzate altre scale e ampliate le banchine a ridosso dei binari e questa è una chiara conseguenza dell'incremento di passeggeri che la stazione stessa ha subito. Seppure vi passino per lo più treni della Dublin Area Rapid Transit anche la linea a più lunga distanza per Arklow e Rosslare Europort interessa la stazione.
Sono in corso di allestimento i lavori per un'ulteriore ristrutturazione del complesso, finalizzato alla realizzazione di un nuovo ticket-office e della possibilità di incrementare il numero dei treni DART da 12 a 20 per ora.

## Servizi
- Servizi igienici
- Capolinea autolinee
- Biglietteria a sportello
- Biglietteria self-service
- Distribuzione automatica cibi e bevande